# Georges Sérès
Georges Sérès (Condòm, 6 de abril de 1887 - Suresnes, 26 de junho de 1951) foi um ciclista francês, profissional desde o 1905 ao 1926. Especializou-se no medeio fundo, em que conseguiu um Campeonato do Mundo e um Campeonato da Europa.
Seus filhos Arthur e Georges também foram ciclistas profissionais.

## Palmarés
- 1919
  - Campeão da França de Meio fundo
- 1920
  - Campeão do Mundo de Meio fundo 
  - Campeão da Europa de meio fundo
  - Campeão da França de Meio fundo
- 1921
  - 1.º nos Seis dias de Paris (com Oscar Egg)
- 1922
  - Campeão da França de Meio fundo 
  - 1.º nos Seis dias de Paris (com Émile Aerts)
- 1923
  - Campeão da França de Meio fundo
- 1924
  - 1.º nos Seis dias de Paris (com Émile Aerts)
- 1925
  - Campeão da França de Meio fundo

## Resultado ao Tour de France
- 1905. Abandona
- 1906. Abandona